# أبو الفضل البحراني
أبو الفضل العبَّاس بن يزيد بن أبي حبيب، المعروف اختصارًا أبو الفَضْل البَحْراني ويُلقب عبَّاسُويه (توفي 258هـ / 872م) هو مُحدِّث حافظ من البحرين في العصر العبَّاسي، قدم بغداد وهمدان وسامراء وحدَّث بهم. اختلفت أقوال النقاد فيه بين التوثيق والتضعيف، غير أن معظمهم أجمعوا على أنه ثقة صدوق ومأمون.

## طلبه للعلم وشيوخه
ارتحل أبو الفضل البحراني في طلب الحديث، فقدم بغداد وهمذان وسامراء وحدث بهم. وسمع من عدد كبير من المحدثين، منهم:
- محمد بن جعفر غندر
- سفيان بن حبيب
- يحيى القطان
- معاذ بن هشام
- عبد الوهاب الثقفي
- سفيان بن عيينة
- مروان بن معاوية الفزاري
- عبد الأعلى بن عبد الأعلى
- إبراهيم بن يزيد بن مردانبه (ورد في النص مردانية)
- خالد بن الحارث
- عاصم بن هلال
- يزيد بن زريع
- عثمان بن عثمان الغطفاني
- أبو معاوية الضرير
- أبو بدر شجاع بن الوليد
- أبو داود الطيالسي
- يزيد بن هارون
- أبو عامر العقدي
- نعيم بن المورع
- عبد الرزاق الصنعاني

## تلاميذه وروايته
روى عنه:
- محمد بن محمد الباغندي
- يحيى بن صاعد
- إسماعيل بن العباس الوراق
- القاضي المحاملي
- محمد بن مخلد
- أبو حاتم الرازي (كتب عنه في سامراء مع أبيه)
- ابن أبي حاتم (كتب عنه في سامراء مع أبيه)

وحدث بمصنفات كثيرة له ولغيره. ومما رواه حديث عن أبو عامر العقدي، عن عبد الواحد بن ميمون مولى عروة، عن عروة، عن عائشة أن رسول الله ﷺ قال: «من ترك الجمعة ثلاث مرات من غير علة -أو قال: غير ضرورة- طبع الله على قلبه».

## مكانته والجرح والتعديل
حظي البحراني بمكانة عالية في بعض الأوساط، حتى إن محدثي البصرة قالوا لمحمد بن إسحاق المسوحي الأصفهاني (وكان حافظًا) عندما زارهم لطلب الحديث: «عندكم العباس بن يزيد البحراني؟» فلما أجاب بنعم، قالوا له: «ما تصنع عندنا؟!» (إشارة إلى كفايته لهم). ووصفه أبو نعيم الأصبهاني بأنه كان حافظًا ويلقب بعبَّاسويه. وقال عنه أبو حاتم الرازي: «محله الصدق». إلا أن الدارقطني اختلفت أقواله فيه، فمرة قال: «تكلموا فيه». ومرة أخرى (حين سأله أبو عبد الرحمن السلمي) قال: «ثقة مأمون».

## وفاته
توفي العباس بن يزيد البحراني في سنة 258هـ / 872م.

### فهرس المنشورات
1. 1 2 3 4  البغدادي (2001)، ج. 14، ص. 26.
2. ↑  البغدادي (2001)، ج. 14، ص. 26-27.
3. 1 2 3  البغدادي (2001)، ج. 14، ص. 27.
4. 1 2 3  البغدادي (2001)، ج. 14، ص. 28.

### معلومات المنشورات كاملة
الكتب مرتبة حسب تاريخ النشر
- الخطيب البغدادي (2001)، تاريخ بغداد، تحقيق: بشار عواد معروف (ط. 1)، بيروت: دار الغرب الإسلامي، OCLC:49659164، QID:Q114815356